# Zaruma vexata
Zaruma vexata är en insektsart som beskrevs av Melichar 1926. Zaruma vexata ingår i släktet Zaruma och familjen dvärgstritar. Inga underarter finns listade i Catalogue of Life.